# Roman Furger
Roman Furger (* 10. Februar 1990 in Altdorf) ist ein Schweizer Skilangläufer.

## Werdegang
Furger gab sein Debüt im Skilanglauf-Weltcup im Dezember 2009 in Davos, bei dem er Rang 84 über 15 km Freistil belegte. Im Skilanglauf-Alpencup erzielte Furger mit Rang fünf im 15-km-Freistil-Massenstartrennen in St. Ulrich am Pillersee im Dezember 2011 seinen ersten Top-10-Platz und trat anschliessend bei der Tour de Ski 2011/12 an, ging dort bei der fünften Etappe aber nicht mehr an den Start und beendete das Etappenrennen damit nicht. Furger gewann im März 2012 den Engadin Skimarathon, erzielte am 24. November 2012 in Gällivare mit Rang 17 über 15 km Freistil seine ersten Weltcuppunkte und wurde einen Tag später als Schlussläufer mit der Schweizer Staffel Vierter. Die Tour de Ski 2012/13 beendete Furger nach drei Etappen, nachdem er zuvor als bestes Etappenergebnis Platz 79 im Sprint in Val Müstair erreicht hatte. Im Dezember 2014 belegte er beim Weltcup in Davos Rang 21 im Sprint. Bei der Tour de Ski 2015 bestritt Furger zum dritten Mal dieses Etappenrennen, beendete die Tour aber erneut nicht; auf der Sprintetappe in Val Müstair erreichte er mit Platz 21 jedoch einmal die Punkteränge. Beim Weltcup in Rybinsk im Januar 2015 erzielte er mit Rang 16 im Sprint erneut Weltcuppunkte und erreichte mit Platz sieben im Sprint von Campra im Februar 2015 eine weitere Top-10-Platzierung im Alpencup. Beim 50-km-Freistil-Massenstartrennen im März 2015 in Oslo kam Furger auf Platz 26 ins Ziel. Im März 2016 gewann er zum zweiten Mal den Engadin Skimarathon. Bei den nordischen Skiweltmeisterschaften 2017 in Lahti belegte er den 25. Platz im Sprint, den 17. Rang im 50-km-Massenstartrennen und den neunten Platz zusammen mit Jovian Hediger im Teamsprint. Im folgenden Jahr lief er bei den Olympischen Winterspielen in Pyeongchang auf den 12. Platz über 15 km Freistil und jeweils auf den 11. Rang mit der Staffel und zusammen mit Dario Cologna im Teamsprint. Bei den nordischen Skiweltmeisterschaften 2019 in Seefeld in Tirol kam er auf den 53. Platz im 50-km-Massenstartrennen und auf den 38. Rang im Sprint. In der Saison 2019/20 belegte er mit dem 27. Platz bei der Tour de Ski 2019/20 und dem 15. Rang bei der Skitour den 40. Platz im Gesamtweltcup. Zudem erreichte er in Lahti mit dem zweiten Platz mit der Staffel seine erste Podestplatzierung im Weltcup.
In der folgenden Saison errang Furger den 29. Platz bei der Tour de Ski 2021 und bei den nordischen Skiweltmeisterschaften 2021 in Oberstdorf den 54. Platz über 15 km Freistil, den neunten Platz zusammen mit Jovian Hediger im Teamsprint und den fünften Platz mit der Staffel. Zudem wurde er in Ulricehamn Zweiter im Teamsprint. In der Saison 2021/22 errang er bei der Tour de Ski 2021/22 den 33. Platz und bei den Olympischen Winterspielen 2022 in Peking den 11. Platz im 50-km-Massenstartrennen sowie zusammen mit Dario Cologna, Jonas Baumann und Candide Pralong den siebten Platz in der Staffel. Zudem gewann er im März 2022 zum vierten Mal den Engadin Skimarathon.

## Erfolge

### Siege bei Continental-Cup-Rennen
| Nr. | Datum           | Ort    | Disziplin                      | Serie    |
| --- | --------------- | ------ | ------------------------------ | -------- |
| 1.  | 6. Februar 2016 | Campra | 15 km Freistil Individualstart | Alpencup |

### Siege bei Worldloppet-Cup-Rennen
Anmerkung: Vor der Saison 2015/16 hiess der Worldloppet Cup noch Marathon Cup.
| Nr. | Datum         | Ort            | Rennen              | Disziplin                  |
| --- | ------------- | -------------- | ------------------- | -------------------------- |
| 1.  | 11. März 2012 | Maloja–S-chanf | Engadin Skimarathon | 42 km Freistil Massenstart |
| 2.  | 13. März 2016 | Maloja–S-chanf | Engadin Skimarathon | 42 km Freistil Massenstart |
| 3.  | 11. März 2018 | Maloja–S-chanf | Engadin Skimarathon | 42 km Freistil Massenstart |

## Teilnahmen an Weltmeisterschaften und Olympischen Winterspielen

### Olympische Spiele
- 2018 Pyeongchang: 11. Platz Teamsprint Freistil, 11. Platz Staffel, 12. Platz 15 km Freistil
- 2022 Peking: 7. Platz Staffel, 11. Platz 50 km Freistil Massenstart

### Nordische Skiweltmeisterschaften
- 2017 Lahti: 9. Platz Teamsprint klassisch, 17. Platz 50 km Freistil Massenstart, 24. Platz Sprint Freistil
- 2019 Seefeld in Tirol: 38. Platz Sprint Freistil, 53. Platz 50 km Freistil Massenstart
- 2021 Oberstdorf: 5. Platz Staffel, 9. Platz Teamsprint Freistil, 54. Platz 15 km Freistil
- 2023 Planica: 34. Platz 30 km Skiathlon

## Weltcup-Platzierungen

### Weltcup-Statistik
Die Tabelle zeigt die erreichten Platzierungen im Einzelnen.
- 1.–3. Platz: Anzahl der Podiumsplatzierungen
- Top 10: Anzahl der Platzierungen unter den ersten zehn
- Punkteränge: Anzahl der Platzierungen innerhalb der Punkteränge
- Starts: Anzahl gelaufener Rennen in der jeweiligen Disziplin
- Hinweis: Bei den Distanzrennen erfolgt die Einordnung gemäss FIS.

| Platzierung               | Distanzrennen a | Distanzrennen a | Distanzrennen a | Distanzrennen a | Distanzrennen a | Skiathlon Verfolgung | Sprint | Etappen- rennen b | Gesamt | Team   | Team    |
| Platzierung               | ≤ 5 km          | ≤ 10 km         | ≤ 15 km         | ≤ 30 km         | > 30 km         | Skiathlon Verfolgung | Sprint | Etappen- rennen b | Gesamt | Sprint | Staffel |
| ------------------------- | --------------- | --------------- | --------------- | --------------- | --------------- | -------------------- | ------ | ----------------- | ------ | ------ | ------- |
| 1. Platz                  |                 |                 |                 |                 |                 |                      |        |                   |        |        |         |
| 2. Platz                  |                 |                 |                 |                 |                 |                      |        |                   |        | 1      | 1       |
| 3. Platz                  |                 |                 |                 |                 |                 |                      |        |                   |        |        |         |
| Top 10                    |                 |                 |                 |                 | 1               |                      | 2      |                   | 3      | 5      | 6       |
| Punkteränge               |                 | 9               | 14              | 3               | 2               | 6                    | 20     | 5                 | 59     | 7      | 6       |
| Starts                    | 3               | 15              | 40              | 8               | 2               | 28                   | 55     | 11                | 162    | 7      | 6       |
| Stand: Saisonende 2022/23 |                 |                 |                 |                 |                 |                      |        |                   |        |        |         |

### Weltcup-Gesamtplatzierungen
| Saison  | Gesamt | Gesamt | Distanz | Distanz | Sprint | Sprint |
| Saison  | Punkte | Platz  | Punkte  | Platz   | Punkte | Platz  |
| ------- | ------ | ------ | ------- | ------- | ------ | ------ |
| 2012/13 | 14     | 136.   | 14      | 86.     | -      | -      |
| 2013/14 | -      | -      | -       | -       | -      | -      |
| 2014/15 | 40     | 97.    | 5       | 88.     | 35     | 50.    |
| 2015/16 | 29     | 99.    | 4       | 88.     | 25     | 56.    |
| 2016/17 | 127    | 48.    | 32      | 64.     | 73     | 29.    |
| 2017/18 | 36     | 87.    | 16      | 76.     | 20     | 55.    |
| 2018/19 | 58     | 71.    | 24      | 67.     | 34     | 48.    |
| 2019/20 | 178    | 40.    | 90      | 39.     | 20     | 64.    |
| 2020/21 | 115    | 47.    | 56      | 48.     | 39     | 37.    |
| 2021/22 | 66     | 63.    | 26      | 51.     | 30     | 48.    |
| 2022/23 | 227    | 75.    | 181     | 47.     | 7      | 111.   |

## Persönliches
Furger ist ausgebildeter Kaufmann mit Berufsmatura und wohnt in Schattdorf.